# Antonio Bigini
Antonio Bigini est un réalisateur et scénariste italien.

## Filmographie partielle
- 2015 : Ella Maillart - Double Journey de Mariann Lewinsky et Antonio Bigini